# لری گیتس
لری گیتس (انگلیسی: Larry Gates؛ ۲۴ سپتامبر ۱۹۱۵ – ۱۲ دسامبر ۱۹۹۶) یک هنرپیشه اهل ایالات متحده آمریکا بود.
از فیلم‌ها یا برنامه‌های تلویزیونی که وی در آن نقش داشته است می‌توان به حمله جسددزدها، بانوی مسخره، فرودگاه، گربه روی شیروانی داغ اشاره کرد.